# Speedo
Speedo é uma empresa produtora de acessórios para a prática de natação fundada em 1914 por Alexander MacRae em Sydney na Austrália. Produziu material utilizado por medalhistas em várias Olimpíadas e também atua como patrocinadora de atletas.